# Pehr Nilsson i Vittjärv
Pehr Nilsson (i riksdagen kallad Nilsson i Vittjärv), född 21 juni 1812 i Luleå landsförsamling, Norrbottens län, död där 4 mars 1900, var en svensk sågverksägare och riksdagsman.
Nilsson var sågverksägare i Vittjärv i Överluleå socken. Han var ledamot av riksdagens andra kammare 1873–1878 för Norrbottens södra domsagas norra valkrets.